# Ernst Ludwig Julius von Lenthe
Ernst Ludwig Julius von Lenthe (* 28. Dezember 1744 in Hannover; † 12. Dezember 1814 ebenda) war ein deutscher Jurist, Diplomat des Kurfürstentums Braunschweig-Lüneburg und Minister der Deutschen Kanzlei in London.

## Leben
Lenthe war der Sohn des Otto Christian von Lenthe, auf Obergut Lenthe, (1706–1750). Er studierte vom 15. April 1763 bis Ostern 1766 Rechtswissenschaften an der Universität Göttingen. Dort leitete er als Senior der Hannoverschen Landsmannschaft im Sommersemester 1765 die Einholung beim Besuch des Herzogs von York am 22. August 1765 in Göttingen und verfasste den Bericht über das Ereignis nebst Teilnehmerliste. Nach dem Studium trat er in den hannoverschen Staatsdienst ein, wo er mit Karl August von Hardenberg zusammenarbeitete und bis 1784 zum Land- und Schatzrat sowie Geheimen Kriegsrat aufstieg. Ab 1787 vertrat er die Interessen Kurhannovers als Gesandter am Preußischen Hof in Berlin. Von 1795 bis 1805 war er Minister der Deutschen Kanzlei am Londoner Hof.
Der Komponist Augustus Frederick Christopher Kollmann widmete ihm 1796 sein Werk The shipwreck (opus 6).
Sein politischer Nachlass befindet sich im Niedersächsischen Staatsarchiv in
Hannover und im Lentheschen Familienarchiv in Lenthe.

### Familie
Seine 1772 geschlossene Ehe mit Sophia Wilhelmine Louise von Hasberg (* 18. Juni 1757 in Nienburg; † April 1835 in Palermo, Sizilien) wurde 1788 geschieden. Aus der Ehe ging die Tochter Antoinette (1774–1806) hervor. Diese heiratete später den Freiherrn Sigmund von Rotenhan (1761–1826).  Seine Frau heiratete 1788 in zweiter Ehe seinen Weggefährten Karl August von Hardenberg; auch diese Ehe wurde 1801 geschieden.

## Schriften
- Bericht einer Reise durch England, angetreten am 17. Juli 1780, beendet am 13. November 1780 (aus des Akten des Oberguts Lenthe Nr. 122; übertragen 1997 durch Hans-Erich Wilhelm)